# Budzistowo

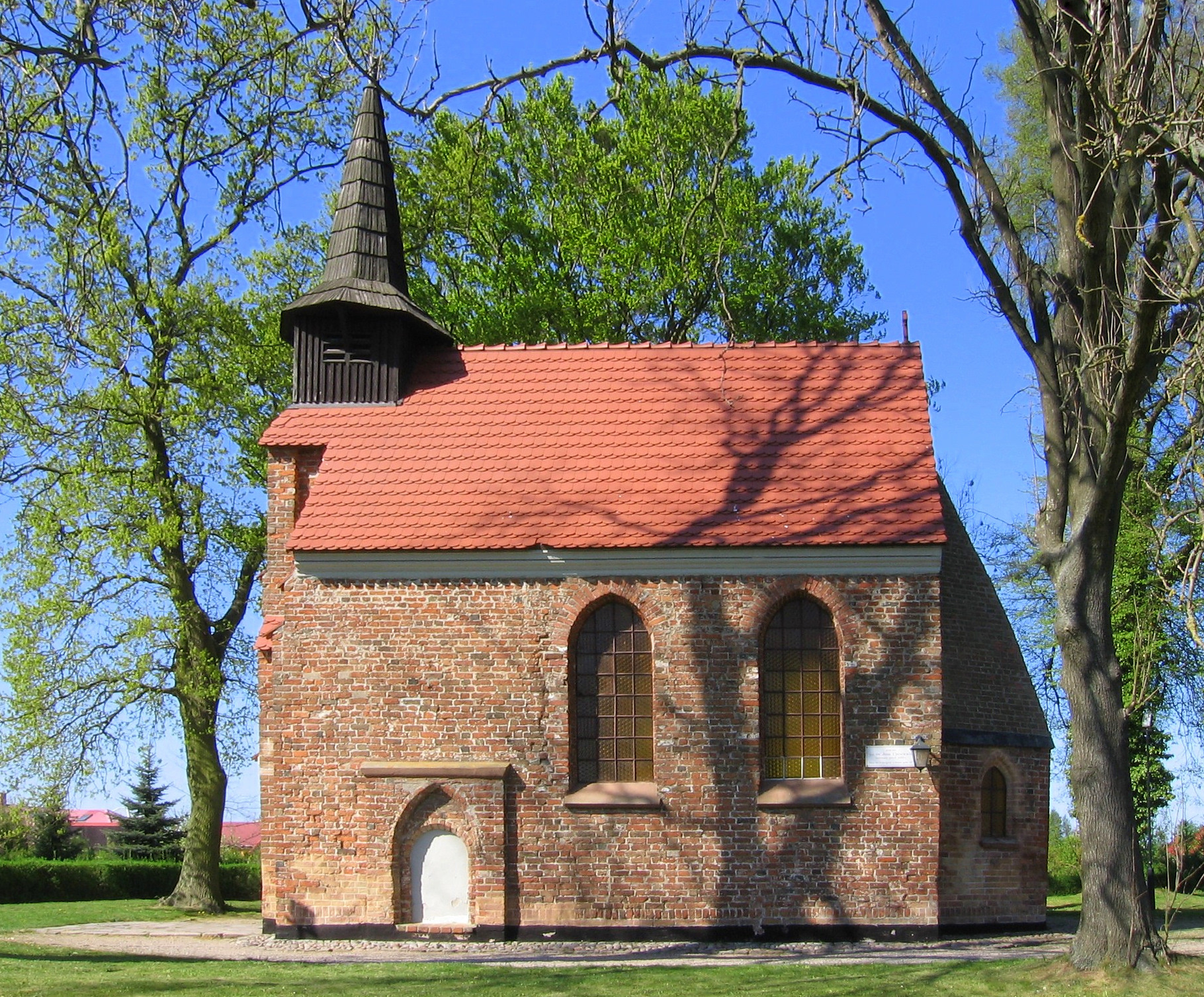
Dorfkirche Johannes der Täufer, erbaut vor dem Jahr 1222

Budzistowo (deutsch Altstadt) ist ein Dorf in der Woiwodschaft Westpommern im Nordwesten Polens. Es liegt in der Landgemeinde Kołobrzeg. In vordeutscher Zeit war es die pomoranische (slawische) Vorläufersiedlung des nahegelegenen Kołobrzeg (Kolberg).

## Geographische Lage
Budzistowo liegt in Hinterpommern, am rechten Ufer des Flusses Persante, etwa zwei Kilometer südöstlich von Kołobrzeg und 106 Kilometer nordöstlich der regionalen Metropole Stettin.

## Geschichte
Vom 9. Jahrhundert an bis zum Jahr 1255 bestand die Ansiedlung aus einer pomoranischen Burg mit einem Suburbium, das zuletzt zu einer beträchtlichen Größe angewachsen war und insgesamt vier Kirchen aufgewiesen hatte. Im Laufe der Jahrhunderte wurde die zugehörige Wehranlage mehrfach umgebaut.
Im Jahr 1000 wurde der Ort als salsa Cholbergiensis – also etwa: Salz-Kolberg – in den Annalen des Thietmar von Merseburg erstmals schriftlich erwähnt, und zwar im Akt von Gnesen im Zusammenhang mit der Errichtung eines kurzlebigen Bistums Kolberg unter dem Bischof Reinbern. Die Region war kurz zuvor von den polnischen Herzögen erobert worden, wurde aber bereits durch die pomoranische heidnische Reaktion im Jahre 1005 wieder von diesen unabhängig. Das Augenmerk der polnischen Herzöge war nicht zuletzt auch auf die Saline von Kolberg gerichtet, zumal es ein vergleichbar ergiebiges  Salzvorkommen in Polen nicht gab. In der Zeit von 1108 bis 1109 war Bolesław III. Schiefmund  erfolgreich und konnte die Burg einnehmen. Anschließend befand sich die Burganlage vorübergehend im Besitz eines ungarischen Adligen, der eine polnische Prinzessin geheiratet hatte.
Aus der Zeit nach der erfolgreichen Bekehrung der Pomoranen zum Christentum im 12. Jahrhundert stammt die Johanniskirche, deren Baubeginn auf das frühe 13. Jahrhundert datiert wird. Alt-Kolberg verlor während der Deutschen Ostsiedlung seine zentralörtliche Funktion durch die Gründung der deutschrechtlichen Stadt Kolberg,  die einige Kilometer stromabwärts nahe der Mündung der Persante in die Ostsee angelegt wurde.  Die Burg wurde in ein Frauenkloster umgewandelt. Altstadt (früher auch Oldenstadt-Kolberg, Alten-Kolberg oder Altstadt Kolberg genannt)  blieb als dörfliche Siedlung weiter bestehen.
Im 18. Jahrhundert gehörte Altstadt zum königlichen Amt Kolberg im Fürstentum Cammin. Der Amtshauptmann des Amts Kolberg hatte seinen Sitz in Altstadt. Um 1784 gab es in Altstadt einschließlich des Schulzen fünf Kossäten, deren Häuser in einer Reihe auf dem Wall der ehemaligen Festungsanlage errichtet worden waren, und einschließlich des Vorwerks Altstadt insgesamt 13 Feuerstellen (Haushalte). Das Vorwerk wird als ‚ritterfrei‘ bezeichnet.
Im 19. Jahrhundert war der Ort ein Rittergut.
Seit dem 19. Jahrhundert bestanden zunächst der Gutsbezirk Altstadt und die Landgemeinde Altstadt nebeneinander, bis die Landgemeinde um 1910 in den Gutsbezirk eingegliedert wurde. Als eigener Wohnplatz wurde Helenenhöhe geführt, wo um 1910 7 Einwohner gezählt wurden. Mit der Aufhebung der Gutsbezirke im Jahre 1928 wurde Altstadt in die benachbarte Landgemeinde Wobrow eingemeindet. Seit 1872 gehörte der Ort zum Kreis Kolberg-Körlin.
Gegen Ende des Zweiten Weltkriegs wurde die Region im Frühjahr 1945 von der Roten Armee erobert und anschließend zusammen mit ganz Hinterpommern unter polnische Verwaltung gestellt.
Erst im Jahre 1948 wurde der deutsche Ort Altstadt in Budzistowo umbenannt. Den Namen Stare Miasto („Altstadt“) erhielt eine in den 1930er Jahren bei Altstadt angelegte Neusiedlung.
| Jahr      | 1939 | 2005 | 2009 |
| --------- | ---- | ---- | ---- |
| Einwohner | 260  | 420  | 779  |

## Persönlichkeiten: Söhne und Töchter des Ortes
- August Maager (1845–1909), deutscher Rittergutsbesitzer und Mitglied des Deutschen Reichstags

## Sehenswürdigkeiten
- Historisches Burggebäude im Zentrum des Dorfes, ist heute ein urbanes Kulturzentrum.
- Kirche Johannes der Täufer im romanisch-gotischen Baustil.
- Gutshaus Altstadt: in den 1870er-Jahren im Stil des Historismus errichtet; 1910 um ein Gebäude im eklektischen Baustil erweitert[6] mit einem zugehörigen 0,8 ha großen Schlosspark, der interessante und alte Baumbestände aufweist.[7]
- Archäologische Grabungsstätte mit Siedlungsresten aus dem 8./9. Jahrhundert.